# 马正山
马正山（1974年—），云南贡山人，独龙族，中华人民共和国政治人物、第十一届全国人民代表大会云南地区代表。

## 生平
毕业于中央党校函授学院经济管理专业，是中共党员。担任云南省怒江州贡山县人民政府副县长。2008年起担任全国人大代表。2018年2月24日，当选为第十三届全国人大代表。